# 群馬県道45号下仁田上野線
群馬県道45号下仁田上野線（ぐんまけんどう45ごう しもにたうえのせん）は、群馬県甘楽郡下仁田町から多野郡上野村に至る県道（主要地方道）である。

## 概要
群馬県より、起点を群馬県甘楽郡下仁田町、終点を多野郡上野村、重要な経過地を甘楽郡南牧村とする、1976年（昭和56年）に認定を受けた県道の路線である。群馬県甘楽郡下仁田町大字下仁田から多野郡上野村大字楢原を結ぶ。

### 路線データ
- 起点：甘楽郡下仁田町大字下仁田
- 終点：多野郡上野村大字楢原
- 重要な経過地：甘楽郡南牧村[1]

## 歴史
- 1959年（昭和34年）9月18日：群馬県より現・道路法に基づき、前身路線にあたる県道乙母下仁田線（多野郡上野村大字乙母 - 甘楽郡下仁田町大字青倉、整理番号230）が路線認定される[2]。
  - 同日、前身路線にあたる県道尾沢下仁田線（甘楽郡南牧村 - 同郡下仁田町、整理番号216）、県道上野下仁田線（多野郡上野村 - 甘楽郡下仁田町、整理番号234）が路線廃止される[3]。
- 1976年（昭和51年）10月12日：群馬県より、県道下仁田上野線（甘楽郡下仁田町 - 同郡南牧村 - 多野郡上野村、整理番号47）として路線認定される[1]。
- 1993年（平成5年）5月11日：建設省から、県道下仁田上野線が下仁田上野線として主要地方道に指定される[4]。

## 路線状況

### 重複区間
- 群馬県道208号下仁田停車場線（下仁田町大字下仁田・仲町交差点 - 下仁田町大字下仁田・上町交差点）
- 群馬県道93号下仁田臼田線（下仁田町大字下仁田・仲町交差点 - 南牧村大字磐戸）

### 道路施設
- 道の駅オアシスなんもく

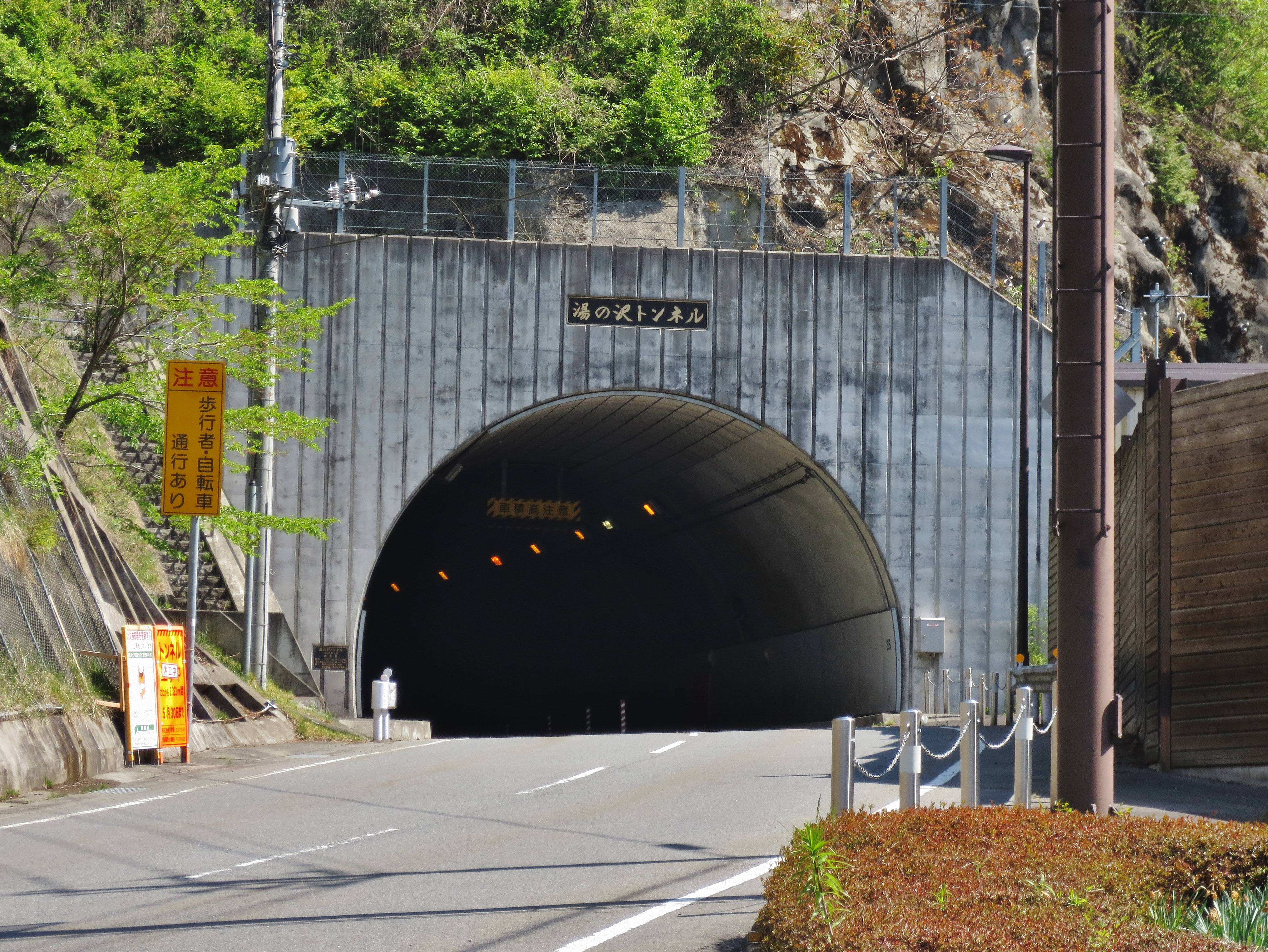
湯の沢トンネル（南側、上野村）

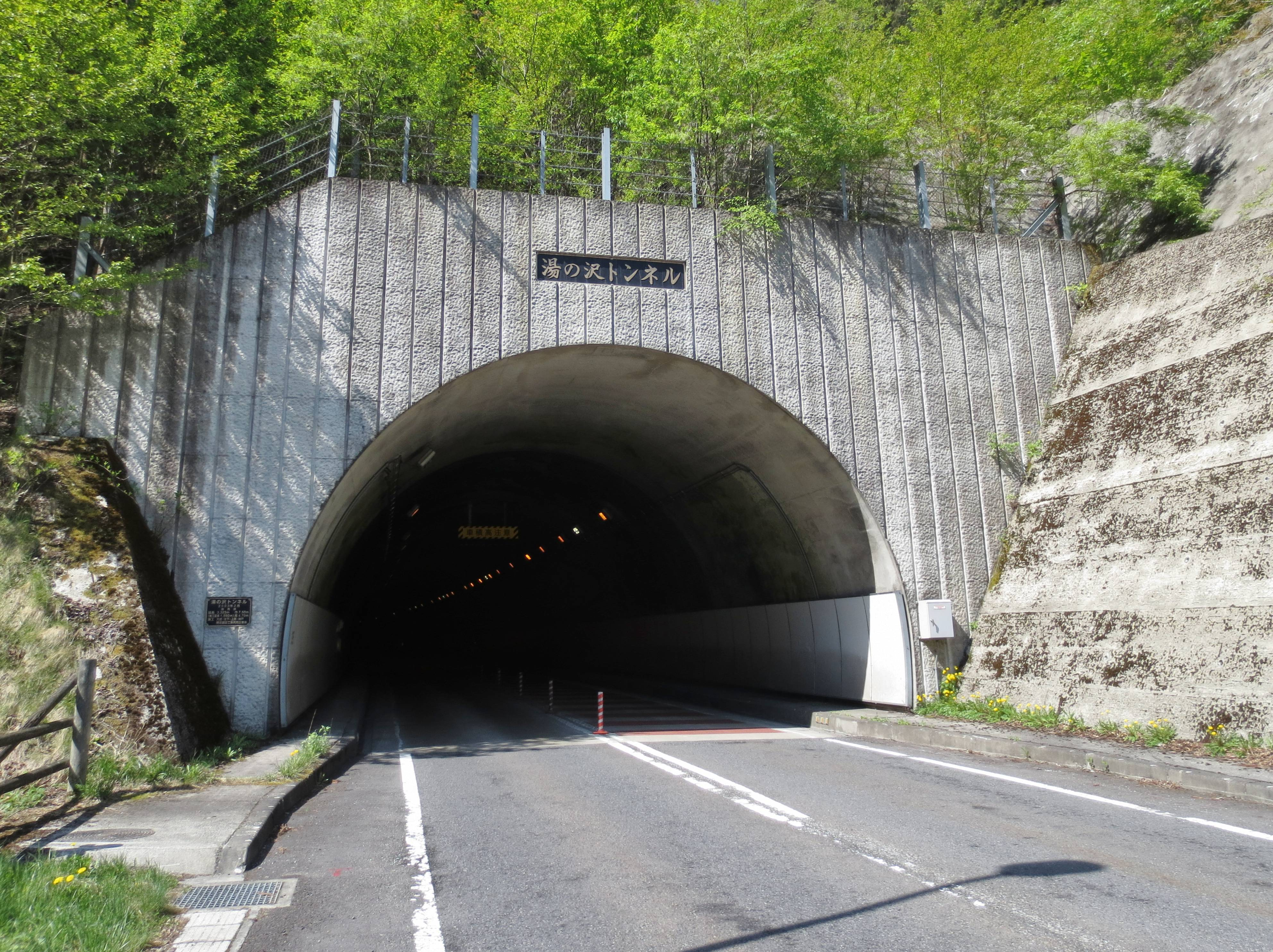
湯の沢トンネル（北側、南牧村）

- 湯の沢トンネル（甘楽郡南牧村大字檜沢 - 多野郡上野村大字楢原）

## 地理

### 通過する自治体
- 甘楽郡
  - 下仁田町
  - 南牧村
- 多野郡
  - 上野村

### 交差する道路

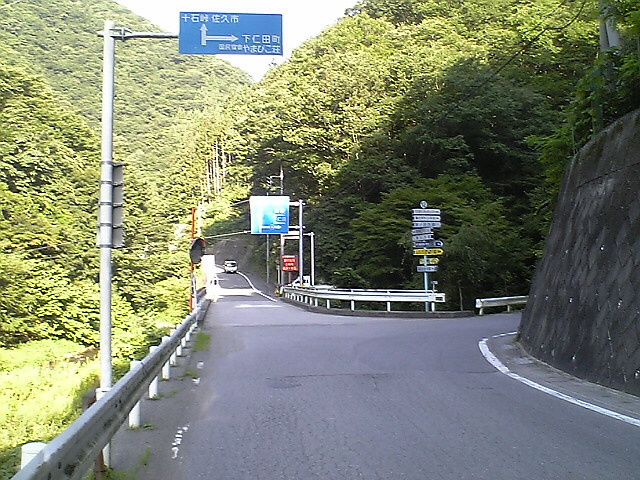
終点の様子（右方が県道本線で国道299号に合流する）

- 国道254号・群馬県道195号南蛇井下仁田線（下仁田町大字下仁田・下仁田交差点、起点）
- 群馬県道93号下仁田臼田線（下仁田町大字下仁田・仲町交差点、群馬県道208号下仁田停車場線 終点）
- 群馬県道208号下仁田停車場線（下仁田町大字下仁田・上町交差点）
- 群馬県道193号下仁田小幡線（下仁田町大字川井）
- 群馬県道172号小平下仁田線（下仁田町大字青倉・跡倉交差点）
- 群馬県道202号黒滝山小沢線（南牧村大字小沢）
- 群馬県道93号下仁田臼田線（南牧村大字磐戸）
- ふるさと林道湯の沢線（南牧村大字桧沢）
- ふるさと林道湯の沢線（上野村大字楢原）
- 国道299号（上野村大字楢原、終点）